# Clarobscur

Giovanni Baglione, Iubirea sacră împotriva iubirii profane, 1602 - 1603, pictură pe pânză, 179 x 118 cm, Gemäldegalerie, Staatliche Museen, Berlin

Clarobscur, de multe ori clar-obscur, este un termen desemnând un procedeu grafic și pictural cu ajutorul căruia se obține redarea volumelor, perspectivei și a „adâncimii” unei imagini fie prin redarea gradată și clară a umbrelor și a luminii, fie prin folosirea contrastelor puternice între lumină și întuneric.
Cuvântul clarobscur provine din cuvântul italian compus chiar-oscuro, scris mai apoi chiaroscuro, însemnând redarea clară a părții luminate și a celei lipsită de lumină sau redarea clară a luminii și a întunericului.

## Clarobscurul în pictură
Aplicarea clarobscurului în pictură, ca efect de „modelare” al luminii, se face prin redarea volumelor și a adâncimii imaginilor prin sugerarea contrastantă a luminii, umbrelor și a întunericului. Tehnica clarobscurului a fost continuu dezvoltată și perfecționată de-a lungul întregului secol al XV-lea de către marii maeștri italieni și flamanzi ai timpului. 

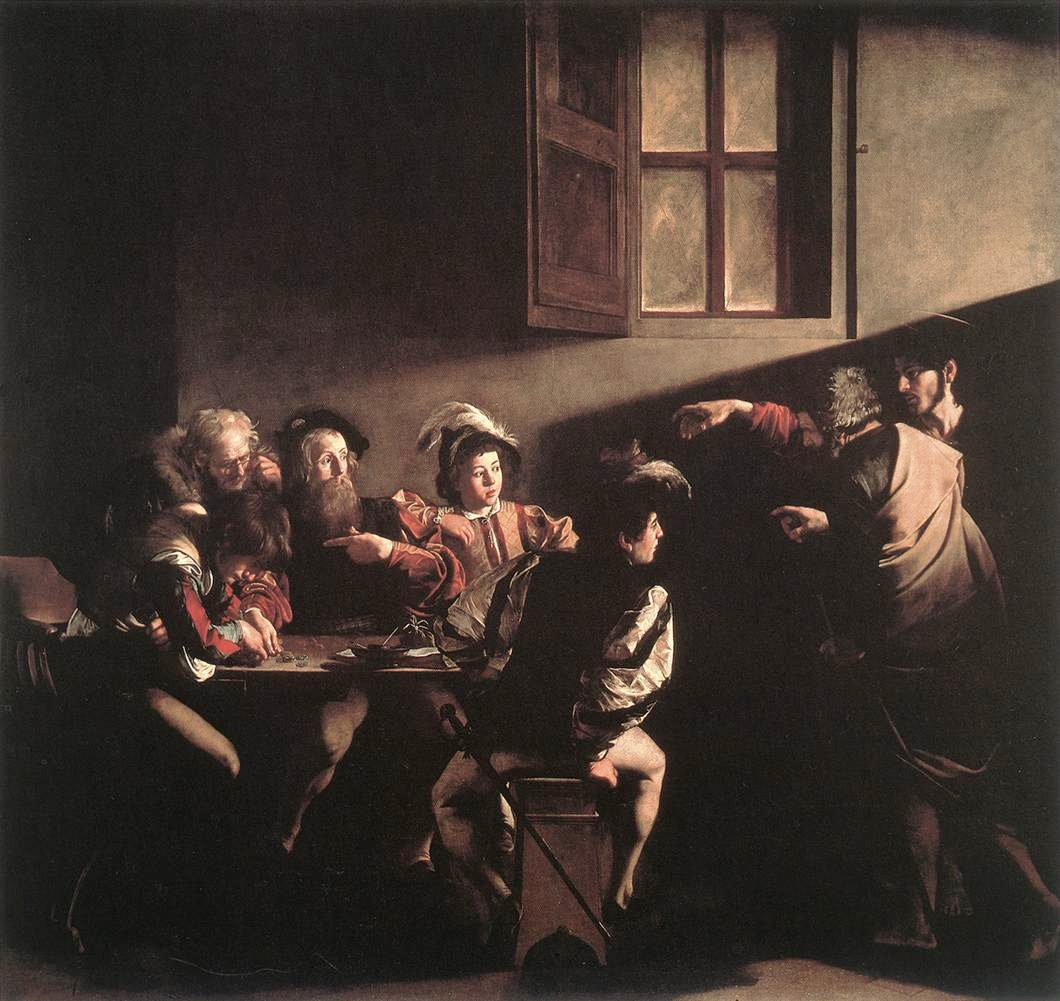
Chemarea Sfântului Matei, de Caravaggio

De fapt, "adevăratul" clarobscur a fost dus la perfecțiune de-a lungul secolului al XVI-lea fiind prezent în operele artiștilor ce au produs opere de artă manieriste sau baroce. Subiectele întunecate, dramatic luminate selectiv de către o singură sursă de lumină, de cele mai multe ori nevăzută în compoziție, sunt cele preferate ale multor artiști italieni, printre care excelează Ugo da Carpi (circa 1455 - circa 1523), Giovanni Baglione (1566 - 1643) și Michelangelo Merisi da Caravaggio (1573 - 1610).

## Clarobscurul în tipar
Termenul de chiaroscuro a fost de asemenea aplicat, începând cu sfârșitul secolului al XVIII-lea, unei tehnici de tipărire, care dă rezultatele cele mai concludente artistic în acquatinta și xilografie, respectiv în desenele în peniță. Tehnica presupune cunoașterea foarte precisă a tehnicii de redare a perspectivei, a efectelor fizice și vizuale ale reflexiei și refracției luminii, precum și a umbrelor. Exact ca și în pictură, chiaroscuro definește obiectele în spațiu fără existența unei linii de contur, doar prin contrastul de lumină dintre obiectul redat și fundal.

## Tehnicile clarobscur și camaieu
În ciuda unei confuzii frecvente, tehnica clarobscurului în tipar este diferită de tehnica germană cunoscută sub numele de camaieu, în care efectul grafic este preponderent față de efectul plastic (obținut în clarobscur pentru a sugera idea de basorelief și „simțământ” în pictură) și care, totodată, folosește mult mai frecvent hârtie colorată.